# Capacete de Ferro para Tropas Aerotransportadas

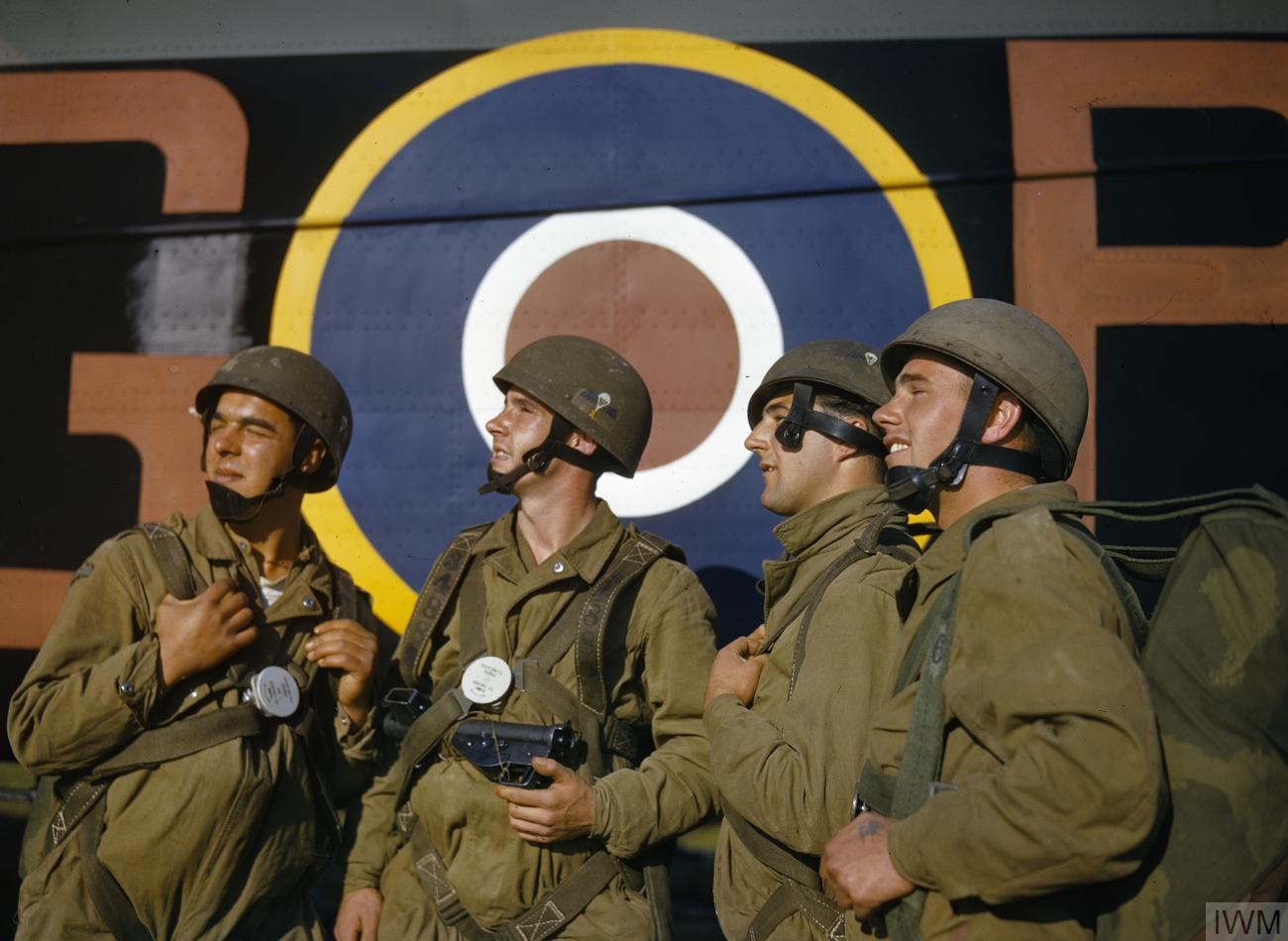
Outubro de 1942: Membros da 1ª Divisão Aerotransportada britânica treinando em Netheravon.

O Capacete de Ferro para Tropas Aerotransportadas (Helmet Steel Airborne Troops, HSAT) é um capacete paraquedista de origem britânica usado por paraquedistas e membros de unidades de aerodesembarque. Foi introduzido na Segunda Guerra Mundial pelo Exército Britânico e também foi usado por outros exércitos da Commonwealth. Ele continuou a ser usado no pós-guerra até o início dos anos 1980. Estava em processo de substituição, com batalhões de paraquedas sendo supridos como prioridade, quando ocorreu a Guerra das Malvinas. Tal como acontece com o capacete RAC de formato semelhante e o capacete de motociclista de despacho, foi inicialmente fabricado pela Briggs Motor Bodies em Dagenham.

## Variantes
Todas as quatro variantes foram usadas durante a Segunda Guerra Mundial, com a última variante sendo revisada em meados da década de 1950.

### Capacete Tipo P
A primeira variante do protótipo foi usada durante a Incursão de Bruneval, estes vieram com um acolchoamento de borracha encontrado na parte traseira. Os capacetes tiveram vida curta e foram substituídos pelo HSAT.
O primeiro capacete de aço foi produzido na fábrica da BMB em 1941. Esses primeiros capacetes "P Type" numeravam apenas entre 500 e 1.000 unidades. O Tipo P apresentava um invólucro de aço manganês não magnético com aro emborrachado e um forro com estofamento interno semelhante ao projeto alemão alemão M36/40.
Alguns soldados que receberam esses capacetes continuaram a usá-los durante a guerra. Um exemplar usado durante a Batalha de Arnhem pode ser encontrado em exposição no Museu Aerotransportado de Hartenstein, na Holanda.

### HSAT
O próximo passo na evolução do capacete britânico veio em 1942. Este capacete apresentava um desenho de concha semelhante, mas com um aro de banda de fibra vulcanizada espesso que o distingue claramente do modelo alemão, juntamente com um sistema de jugular de quatro pontos e uma banda de borracha Sorbo para preenchimento. Esses primeiros capacetes usavam jugulares de tiras de couro e são considerados bastante raros.

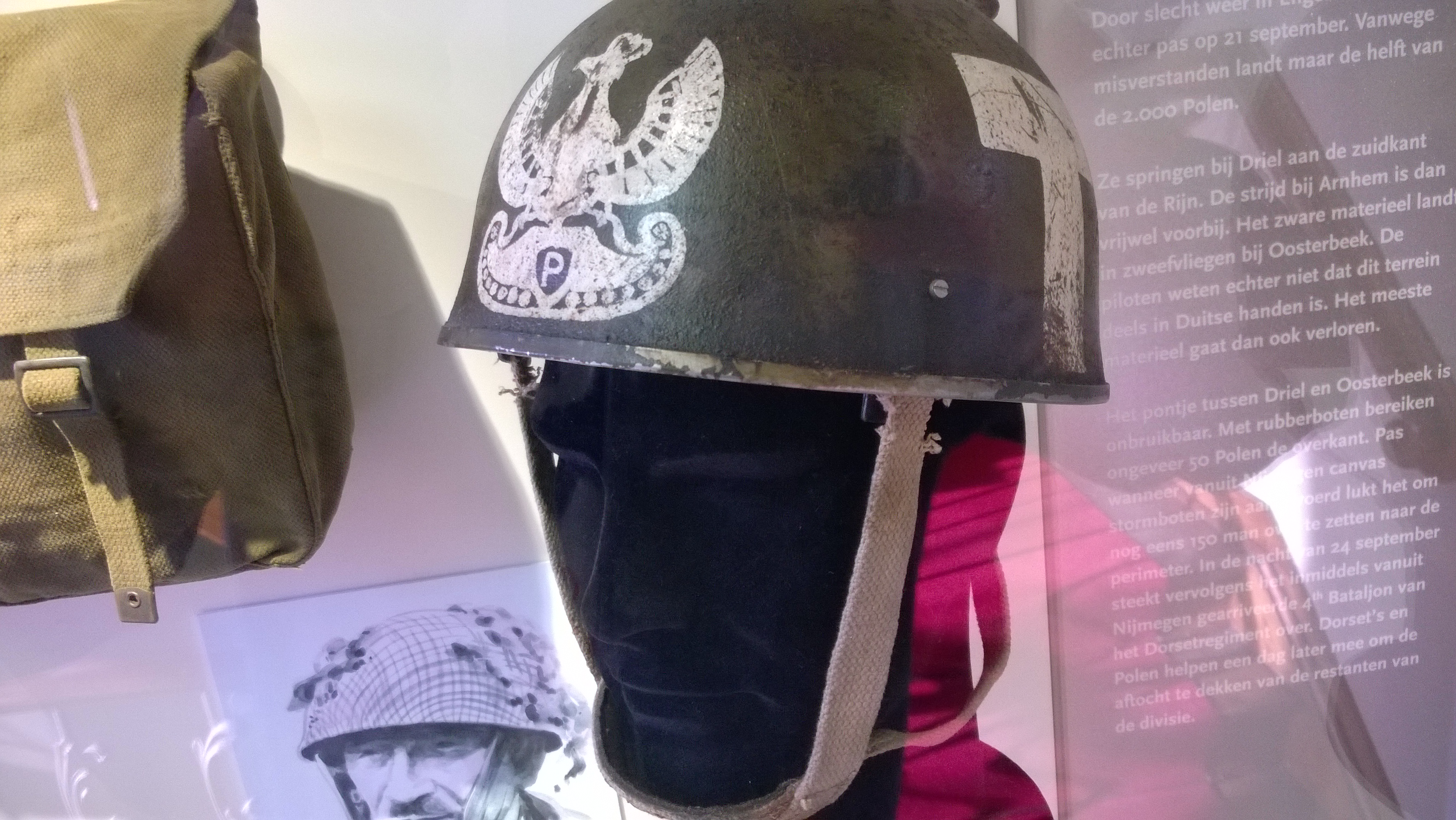
Um Mk II HSAT usado pelo general polonês Stanisław Sosabowski.

### HSAT Mk I
Terceiro padrão, veio com as mesmas tiras de couro e um aro de aço em vez do aro de fibra (emissão de outubro de 1942).

### HSAT Mk II
Quarto padrão, veio com a cinta de queixo de três pontos. Esta variante também foi usada após a Segunda Guerra Mundial, deixando o serviço na época da Guerra das Malvinas. Ao longo da década de 1980, algumas das tiras de jugular anteriores foram posteriormente reutilizadas no capacete de plástico reforçado com vidro mais atual "Helmet, Parachutist, Lightweight / Helmet Parachute" ("Capacete, Paraquedista, Leve / Capacete Paraquedismo").
Os ajustes da emissão do tempo de guerra variaram da emissão do pós-guerra dos anos 1950. A cinta de queixo de guerra tinha extremidades e rebites de latão: estes foram fabricados em aço enegrecido na década de 1950 (em linha com a produção do equipamento de teia padrão de 1937 na época). Os fardos temporais do capacete do pós-guerra tinham um design ligeiramente diferente.

## Usuários
- Austrália
- Bélgica
- Canadá
- Índia
- Israel
- Paquistão

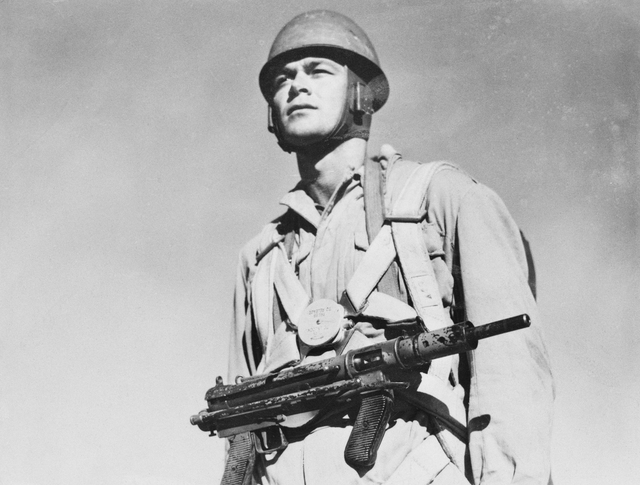
1944: Cabo John D. "Jock" McLeod do Centro de Treinamento do Batalhão Paraquedista australiano, demonstrando um HSAT de padrão britânico. Nos estágios iniciais da guerra, os pára-quedistas australianos usaram capacetes M1C fabricados nos EUA. (Entre os outros equipamentos visíveis estão uma submetralhadora Austen Mk 1 e um pára-quedas 32ft modelado no Statichute britânico.)

- Polónia - Forças Armadas polonesas no Ocidente
- Rodésia
- Reino Unido